# Горњи Чаглић
Горњи Чаглић је насељено место у саставу града Липика, у западној Славонији, Република Хрватска.

## Историја
До нове територијалне организације у Хрватској, место се налазило у саставу бивше велике општине Пакрац. Горњи Чаглић се од распада Југославије до маја 1995. године налазио у Републици Српској Крајини.

## Становништво
На попису становништва 2011. године, Горњи Чаглић је имао 19 становника.
| Националност       | 1991.       |
| Срби               | 58 (81,69%) |
| Хрвати             | 0           |
| Југословени        | 1 (1,40%)   |
| остали и непознато | 12 (16,90%) |
| Укупно             | 71          |